# Peter Uebersax
Peter Uebersax (* 1. Juni 1925 in Hamburg; † 20. Oktober 2011 in Herrliberg; heimatberechtigt in Thörigen) war ein Schweizer Journalist. Er war langjähriger Chefredaktor der Boulevardzeitung Blick.

## Leben
Peter Uebersax war ein Sohn des Chemikers Samuel Uebersax und der aus Babrujsk stammenden Malerin Maria Uebersax-Schklowsky. Uebersax verbrachte seine Kindheit in Hamburg und Moskau. 1931 emigrierte die Familie in die Schweiz. Er besuchte Schulen in Binningen, Basel und schloss die Matur 1945 an der Kantonsschule Trogen ab. Danach begann er ein Physikstudium an der ETH Zürich. Ein Jahr später verliess er die ETH und arbeitete bis 1948 als Reisejournalist für verschiedene Zeitungen.
Ab 1949 war er Redaktor bei der US-amerikanischen Nachrichtenagentur United Press International (UPI). Seine Agenturtexte erschienen unter anderem in der New York Times. Von 1955 bis 1959 war er Leiter der Europäischen Sportdienste in London und Paris, danach bis 1961 Chef des Büros in Zürich.
Von 1961 bis 1962 war er Chefredaktor der Boulevardzeitung Blick. Nachdem er beim Blick gehen musste, ging er zurück zur UPI und leitete bis 1967 wieder die Europäischen Sportdienste in London und Paris. Von 1967 bis zur Einstellung der Zeitung 1969 war er Chefredaktor der neu lancierten Boulevardzeitung Neue Presse von Tamedia. Von 1969 bis 1978 war er zurück bei UPI und Verantwortlicher für Spanien und Portugal.
Von 1980 bis 1986 war Uebersax zum zweiten Mal Chefredaktor des Blick. Er sorgte in dieser Zeit für eine markante Auflagensteigerung von 40 Prozent auf gegen 400'000 Exemplare und zunehmende gesellschaftliche Akzeptanz in den 1980er Jahren. Als Erfolgsrezept bezeichnete Uebersax die Abkehr vom Blut «hin zum Sex, weil Sex sells». So verteidigte Uebersax die Fotos der halbnackten Frauen auf Seite 3 der kurz zuvor eingeführten «Seite-3-Miezen», wie er sie nannte, und er stellte die Sex-Beraterin Marta Emmenegger ein für die tägliche Kolumne «Liebe Marta». Blick lancierte in seiner Zeit auch das «Blick»-Bingo, das die Kioskverkäufe teilweise um über 50'000 Exemplare ansteigen liess.
Seine politische Gesinnung war rechtsorientiert. Er machte Kampagnen im Blick gegen die Tamilen, die neu als Asylbewerber in die Schweiz kamen. Auch führte er Kampagnen gegen die SRG, gegen Tempolimiten, gegen Benzinpreiserhöhungen und gegen Motel, die erste Soap-Serie des Schweizer Fernsehens. Von 1986 bis 1990 war er Berater beim Medienhaus Ringier, das den Blick herausgibt.
1984 wurde Uebersax für die Sendung Unter uns gesagt des Schweizer Fernsehens vom Fernsehjournalisten Heiner Gautschy interviewt. Nachdem Gautschy im live übertragenen TV-Interview Uebersax auf unanständige Weise bedrängte, ihn nicht antworten liess und komplett die Fassung verlor, startete Uebersax im Blick eine Kampagne gegen Gautschy und gegen das Schweizer Fernsehen. Nach zwei Tagen entschuldigte sich Gautschy und trat zurück.
Nach seiner Pension verfasste er 1995 das Buch Blick zurück: Erinnerungen eines Chefredaktors, in dem er seine Arbeit Revue passieren lässt. Auch schrieb er noch selber Artikel für Zeitungen und Zeitschriften, unter anderem für Die Weltwoche. Er lebte in dieser Zeit in Spanien, 2007 kam er zurück in die Schweiz.
Uebersax war verheiratet. Er verstarb im Alter von 86 Jahren zuhause in Herrliberg.

## Werke
- Blick zurück: Erinnerungen eines Chefredaktors. Scalo, Zürich 1995, ISBN 3-931141-16-0.

## TV
- Zuhause bei Peter Uebersax. Talkshow mit Heiner Gautschy. In: Unter uns gesagt vom 9. Mai 1984 (62 Minuten, online).
- Peter Uebersax im Gespräch mit Kurt Aeschbacher. Video in: Schweizer Fernsehen vom 15. September 2005 (16 Minuten, online).
- Sendung «Das volle Leben». Frank Baumann im Gespräch mit Peter Uebersax. Video in: Schweizer Fernsehen vom 28. Juni 2009 (31 Minuten, online).
- Peter Uebersax ist tot. Video in: 10 vor 10 vom 25. Oktober 2011 (3 Minuten).